# Вика пухнаста
Ви́ка пухна́ста (Vicia pubescens) — вид рослин з родини бобових (Fabaceae), поширений у Середземноморському регіоні.

## Опис
Однорічна запушена рослина 20–50 см заввишки. Стебла прямостійні, або лежачі, ± кутасті. Листки 25–45 мм, з (3)4–7 парами листочків. Листочки досить великі, овальні або довгасті, тупі, 7–20 × 2–6 мм; прилистки цілі, лінійні, 2–4 × 0.3–0.8 мм. Вусики прості або мало розгалужені. Період цвітіння: травень — червень. Квітки бліді, дрібні, зібрані по (1)2–5(6). Чашечка 3.3–5.5 мм. Пелюстки бузкові або білуваті. Плоди завдовжки 11–14 мм, лінійно-довгасті, майже завжди запушені, 3–6-насінні. Насіння сфероїдальне, ± стиснуте, гладке, червонувато-коричневе або темно-коричневе. 2n = 14, 28.

## Середовище проживання
Поширений у Середземноморському регіоні від Канарських островів до Криму й Туреччини. Населяє луки на краях посівів, галявини.